# 贾巴里鱼龙属
贾巴里鱼龙属（学名：Jabalisaurus）是大眼鱼龙科鱼龙的一个属，化石发现于墨西哥晚侏罗世拉卡哈组。属下包括单一物种新月贾巴里鱼龙（Jabalisaurus meztli）。
其最初被鉴定为艾森尼大眼鱼龙近似种（Ophthalmosaurus cf. icenus）标本。